# Чаев, Николай Александрович
Никола́й Алекса́ндрович Ча́ев (1824—1914) — русский писатель

 и драматург.

## Биография
Родился 26 апреля (8 мая) 1824 года в Костромской губернии.
Учился в частном пансионе Л. И. Чермака и в Костромской гимназии. В 1843 году из Демидовского лицея поступил на юридический факультет Московского университета, по окончании которого в 1850 году начал службу в Московской дворцовой конторе; был помощником директора, а затем долгое время директором Оружейной палаты. В конце 1850-х годов был цензором при Московском почтамте.
Писать начал в 1859 году как беллетрист. Содействовал основанию в 1874 году Общества русских драматических писателей (некоторое время, с 1887 года, был председателем этого общества); был членом Общества любителей российской словесности.
После смерти А. Н. Островского, с осени 1886 года Н. А. Чаев был заведующим репертуарной частью в московских театрах.

## Библиография

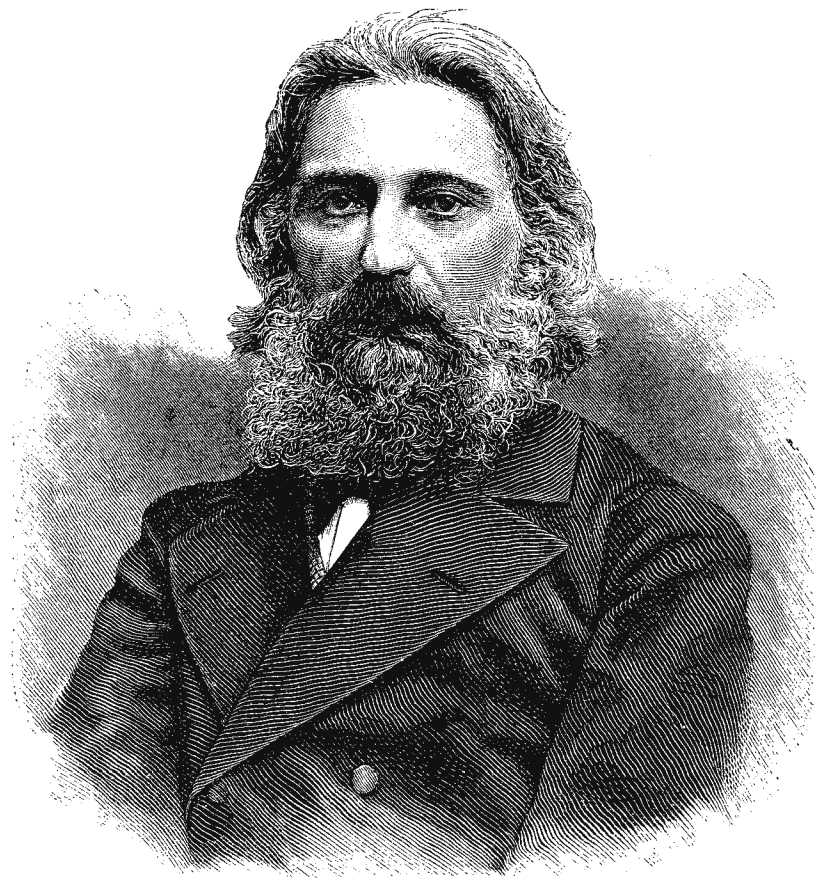
Н. А. Чаев, 1885